# Chinchakriget
Chinchakriget (spanska: Guerra Hispano-Peruana, Guerra Hispano-Chilena, spansk-peruanska kriget eller Spansk-chilenska kriget) var en serie kust- och sjöslag där Spanien slogs mot Peru och Chile mellan 1864 och 1866, och handlade om kontrollen av de guanorika Chinchaöarna. Det diplomatiska läget mellan Peru och Spanien var spänt efter frihetskriget. Peru hade en obetald skuld till Spanien och dessutom hade några baskiska arbetare dödats i oroligheter i Peru. Detta gav Spanien anledning att ge sig in i konflikten. Men egentligen ville de åt guano, fågelbajs som användes till gödning av odlingsmark.
Den spanska flottan var mycket starkare än Perus och Chiles och under flera månader blockerades viktiga hamnar vilket ledde till stora ekonomiska förluster för länderna.
I kriget användes pansarklädda fartyg, inklusive spanska skeppet Numancia, vilket var första pansarklädda fartyget att åka runt hela världen.